# NGC 113
NGC 113 je galaksija u zviježđu Kit.

## Vanjske poveznice
- SEDS: NGC 0113